# Пиньялзинью (Сан-Паулу)
Пиньялзинью (порт. Pinhalzinho)  —  муниципалитет в Бразилии, входит в штат Сан-Паулу. Составная часть мезорегиона Кампинас. Входит в экономико-статистический  микрорегион Ампару. Население составляет 12 873 человека на 2006 год. Занимает площадь 154,948 км². Плотность населения — 83,1 чел./км².
Праздник города —  3 мая. 

## История
Город основан в 1840 году.

## Статистика
- Валовой внутренний продукт на 2003 составляет 88.401.025,00 реалов (данные: Бразильский институт географии и статистики).
- Валовой внутренний продукт на душу населения на 2003 составляет 7.361,84 реалов (данные: Бразильский институт географии и статистики).
- Индекс развития человеческого потенциала на 2000 составляет 0,788 (данные: Программа развития ООН).

## География
Климат местности: горный тропический. В соответствии с классификацией Кёппена, климат относится к категории Cwb.